# Philippe de La Chambre de Maurienne
Philippe de la Chambre, dit de Maurienne, mort en 1572, est un prélat d'origine savoyarde du XVIe siècle.
Membre de la famille de La Chambre-Seyssel, il ne doit pas être confondu avec son cousin et homonyme Philippe de La Chambre (1490-1550), cardinal (1533) et évêque de Belley (1538).

## Biographie

### Origines
Philippe de La Chambre est né à une date inconnue en l'état des connaissances. Il le fils du comte Jean de la Chambre (mort avant 1545), vicomte de Maurienne, issu d'une branche cadette de la Maison de Seyssel, et marié en 1499 à Barbe d'Amboise, nièce du cardinal d'Amboise.

### Carrière ecclésiastique
Philippe de La Chambre fut prieur de Contamines. Il est pourvu évêque d'Orange par le pape en 1560. Mais comme il est désigné par le pape avant que le prince d'Orange Guillaume l'ait nommé, il est privé par ce prince des revenus de son évêché, et ne commence à en jouir que l'an 1562. La ville épiscopale violentée par les hugenots, il se retire à Avignon. Installé à Orange, Philippe doit se retirer très vite à Caderousse avec ses chanoines et son clergé à cause des troubles suscités par les protestants. La voûte et le clocher de la cathédrale sont abattus et sept églises démolies. À la suite du « saccage », les huguenots la transforment quelque temps en temple protestant. Philippe se démet enfin de son évêché vers 1572.
En 1577, il obtient la commende du prieuré de Contamine-sur-Arve

## Héraldique
Les armoiries de sa famille sont: parti au premier, d'azur, semé de fleur de lis d'or, à la bande de gueules brochant sur le tout (pour La Chambre), au second, gironné d'or et d'azur de huit pièces (pour Seyssel).